# Značkový Bart
Značkový Bart (v anglickém originále Bart the Cool Kid) je 15. díl 33. řady (celkem 721.) amerického animovaného seriálu Simpsonovi. Scénář napsal Ryan Koh a díl režíroval Steven Dean Moore. V USA měl premiéru dne 20. března 2022 na stanici Fox Broadcasting Company a v Česku byl poprvé vysílán 24. května 2022 na stanici Prima Cool.

## Děj
Bart přijde do školy a zjistí, že Ralph nosí nové boty Slipreme Caliphates, značku Oriona Hughese. Doma požádá rodiče, aby mu koupili nové boty. Homer čeká ve frontě v obchodě, aby je koupil, a druhý den ráno s nimi Barta vzbudí. Ve škole je Bart předvede ostatním na skateboardu, ale boty se náhle rozpadnou.
Bart napíše Homerovi do práce, ale Homer spěchá do obchodu, aby mu zabránil je vrátit, protože si koupil padělky od Mikea Wegmana, aby nemusel stát ve frontě. V obchodě se Homer opozdil a Bart se ztrapní jak kvůli botám, tak kvůli tomu, že mu Homer roztrhl kalhoty, a všichni to nahrávají na internet.
Doma se mu pomstí, když se mu snaží omluvit s tím, že je ten nejméně cool člověk, který kdy žil. Najednou do domu přijde Orion, aby se omluvil za chování svých zaměstnanců a nabídl jim zbrusu nové a originální výrobky Slipreme. Bart ho pozve na společné skateování, ale Orion mu prozradí, že nikdy skateovat neuměl, a tak se spolu začnou bavit, Bart ho "naučí krvácet" a Orion mu na oplátku navrhne, že s ním vytvoří nové tenisky.
Mezitím Homer na své cestě za snahou stát se cool popadne jedno z nových oblečení, které jim Orion věnoval, a Mike Wegman si ho všimne, zveřejní ho na Instasnap a lidem se začne líbit. Do baru U Vočka Homer přinese nové oblečení, aby si ho štamgasté vyzkoušeli. Pak se vydají do prodejny kartáčů na grily, aby toto moderní oblečení rozšířili i mezi muži středního věku.
Bart s Orionem vytvoří nové boty Bartman Jedna, ale když pořádali večírek k vydání, všimnou si, jak se značka rozšířila mezi lidi vyššího věku, a bojí se, aby jeho značka nezkrachovala. Bart se dozví, že s trendem začal Homer. Aby je zastavil, zavolá Bart Marge.
Marge se podaří Homera přesvědčit, aby se vrátil domů a udělal popcorn. Homer přesměruje Springfielďany středního věku do Muzea historie letectví. Nakonec se Bart a Homer usmíří, nicméně Bartovy boty jsou vyprodané, a tak si koupí jeden pár u Mikea Wegmana a vystojí frontu na kuřecí sendvič, zatímco boty se opět rozpadnou. V mezitulkové scéně Orionův otec Darius odhalí, že Orion je jeho klon, stejně jako ve filmu.

## Přijetí

### Sledovanost
Ve Spojených státech díl během premiéry sledovalo 1,04 milionu diváků.

### Kritika
Tony Sokol z Den of Geek ohodnotil epizodu 4 hvězdičkami z 5 a napsal: „Jak zdůrazňuje Lisa, cool věci jsou nahodilé a proměnlivé. (…) Generační střet si zaslouží víc než jen proslov Marge a výlet do Muzea letadel, poslední segment posouvá ‚Barta pohodáře‘ o půl hvězdičky výš. Je zcela mimo, a to jak jako přidaný zvrat, tak jako koncept sám o sobě. Je vtipný a spojuje všechny drobnosti dohromady jako tkaničky na opravdu cool teniskách.“
Marcus Gibson z webu Bubbleblabber udělil dílu 8 bodů z 10 a napsal: „Celkově je Značkový Bart dalším skvělým dílem v konzistentně silné řadě seriálu. Má několik zbytečných prvků, které mu zabránily dosáhnout vrcholu ‚měřiče oblíbenosti‘. Navzdory tomu epizoda pokračuje v silném vyobrazování vztahu mezi otcem a synem v seriálu, i když trendy týkající se influencerů, GIFů a memů jsou většinu času v pozadí.“